# Calosaturnia meridionalis
Calosaturnia meridionalis är en fjärilsart som beskrevs av Johnson 1940. Calosaturnia meridionalis ingår i släktet Calosaturnia och familjen påfågelsspinnare. Inga underarter finns listade i Catalogue of Life.